# Lahuradewa
Lahuradewa es troba al districte de Sant Kabir Nagar, a la regió de Sarayupar (Trans-Sarayu) de la plana del Ganges superior de l'estat de l'Índia d'Uttar Pradesh. La plana de Sarayupar està delimitada pel riu Sarayu a l'oest i al sud, pel Terai nepalès al nord, i pel riu Gandak a l'est.
Hi ha constància que el lloc va ser ocupat entre el 9.000 aC i el 7.000 aC, proporcionant les evidències més antigues de ceràmica del sud d'Àsia.
Les excavacions han informat que es tracta un dels primers jaciments arqueològics del sud d'Àsia on es va cultivar arròs, durant el període IA de Lahuradewa, donant mostres datades per radiocarboni fins al mil·lenni VII aC.